# Discographie de New Order
Cette page regroupe la discographie du groupe New Order.

## Compilations
- Substance (1987)
- (the best of) New Order (1994)
- (the rest of) New Order (1995)
- International (2002)
- Retro (2002)
- Best Remixes (2005)
- Singles (2005)
- iTunes Originals - New Order (2007)

## Singles
| 1981                                                   | Ceremony                                       | FAC 33         | 34 | –  | –  | –  | 7  | –  | 61 | –  | —                                |
| 1981                                                   | Procession                                     | FAC 53         | 38 | –  | –  | –  | 29 | –  | –  | –  | —                                |
| 1981                                                   | Everything's Gone Green                        | FBNL 8         | –  | –  | –  | –  | 29 | –  | 64 | –  | —                                |
| 1982                                                   | Temptation                                     | FAC 63         | 29 | –  | –  | –  | –  | –  | 68 | –  | —                                |
| 1983                                                   | Blue Monday                                    | FAC 73         | 9  | 13 | 2  | 4  | 2  | –  | 5  | –  | —                                |
| 1983                                                   | Confusion                                      | FAC 93         | 12 | 72 | –  | 7  | 7  | –  | 5  | –  | —                                |
| 1984                                                   | Thieves Like Us                                | FAC 103        | 18 | 84 | –  | 5  | 14 | –  | –  | –  | —                                |
| 1984                                                   | Murder                                         | FBN 22         | 92 | –  | –  | –  | –  | –  | –  | –  | —                                |
| 1985                                                   | The Perfect Kiss                               | FAC 123        | 46 | 85 | –  | 15 | 10 | –  | 5  | –  | Low-Life                         |
| 1985                                                   | Sub-Culture                                    | FAC 133        | 63 | –  | –  | –  | 29 | –  | 35 | –  | Low-Life                         |
| 1986                                                   | Shellshock                                     | FAC 143        | 28 | 23 | –  | 18 | 8  | –  | 14 | –  | Pretty in Pink Soundtrack        |
| 1986                                                   | State of the Nation                            | FAC 153        | 30 | –  | –  | –  | 17 | –  | 4  | –  | Brotherhood                      |
| 1986                                                   | Bizarre Love Triangle                          | FAC 163        | 56 | 5  | –  | 7  | 19 | 98 | 4  | –  | Brotherhood                      |
| 1987                                                   | True Faith                                     | FAC 183        | 4  | 8  | 8  | 5  | 4  | 32 | 3  | –  | Substance                        |
| 1987                                                   | Touched by the Hand of God                     | FAC 193        | 20 | 15 | 37 | 10 | 5  | –  | 1  | –  | Salvation! (Original Soundtrack) |
| 1988                                                   | Blue Monday 1988                               | FAC73-7/FAC73R | 3  | 4  | 3  | 2  | 1  | 68 | 1  | –  | —                                |
| 1988                                                   | Fine Time                                      | FAC 233        | 11 | 20 | –  | 9  | 3  | –  | 2  | 3  | Technique                        |
| 1989                                                   | Round and Round                                | FAC 263        | 21 | –  | –  | 10 | 13 | 64 | 1  | 6  | Technique                        |
| 1989                                                   | Run 2                                          | FAC 273        | 49 | –  | –  | –  | –  | –  | –  | –  | Technique                        |
| 1990                                                   | World in Motion                                | FAC 293        | 1  | 21 | 21 | 7  | 8  | –  | 10 | 5  | —                                |
| 1993                                                   | Regret                                         | NUOCD1         | 4  | 26 | 39 | 5  | 30 | 28 | 1  | 1  | Republic                         |
| 1993                                                   | Ruined in a Day                                | NUOCD2         | 22 | –  | –  | –  | –  | –  | –  | 30 | Republic                         |
| 1993                                                   | World (The Price of Love)                      | NUOCD3         | 13 | 87 | 77 | 27 | –  | 92 | 1  | 5  | Republic                         |
| 1993                                                   | Spooky                                         | NUOCD4         | 22 | –  | –  | –  | –  | –  | 6  | –  | Republic                         |
| 1994                                                   | True Faith-94                                  | NUOCD5         | 9  | –  | –  | 11 | –  | –  | –  | –  | The Best of New Order            |
| 1995                                                   | 1963                                           | NUOCD6         | 21 | –  | –  | 29 | –  | –  | –  | –  | The Best of New Order            |
| 1995                                                   | Blue Monday-95                                 | NUOCD7         | 17 | –  | 54 | 29 | –  | –  | –  | –  | The Rest of New Order            |
| 1997                                                   | Video 5 8 6                                    | TONE 7         | 81 | –  | –  | –  | –  | –  | –  | –  | —                                |
| 2001                                                   | Crystal                                        | NUOCD8         | 8  | 53 | 39 | 24 | –  | –  | 1  | –  | Get Ready                        |
| 2001                                                   | 60 Miles an Hour                               | NUOCD9         | 29 | 37 | –  | –  | –  | –  | –  | –  | Get Ready                        |
| 2001                                                   | Someone Like You (Promo)                       | NUOX10         | –  | –  | –  | –  | –  | –  | 34 | –  | Get Ready                        |
| 2002                                                   | Here to Stay                                   | NUOCD11        | 15 | 64 | 77 | –  | –  | –  | –  | –  | 24 Hour Party People Soundtrack  |
| 2002                                                   | World in Motion (Re-release) [D]               | NUOCD12        | 43 | –  | –  | –  | –  | –  | –  | –  | —                                |
| 2002                                                   | Confusion Remixes vs Arthur Baker (Re-release) | WACKT002RE     | 64 | –  | –  | –  | –  | –  | –  | –  | —                                |
| 2005                                                   | Krafty                                         | NUOCD13        | 8  | 54 | 65 | 26 | –  | –  | 2  | –  | Waiting for the Sirens' Call     |
| 2005                                                   | Jetstream                                      | NUOCD14        | 20 | 79 | 86 | 30 | –  | –  | 3  | –  | Waiting for the Sirens' Call     |
| 2005                                                   | Waiting for the Sirens' Call                   | NUOCD15        | 21 | –  | –  | –  | –  | –  | –  | –  | Waiting for the Sirens' Call     |
| 2005                                                   | Guilt Is a Useless Emotion (U.S. Release)      | PRO-CDR-101687 | –  | –  | –  | –  | –  | –  | 3  | –  | Waiting for the Sirens' Call     |
| "–" signifie qu'il n'a pas été classé dans les charts. |                                                |                |    |    |    |    |    |    |    |    |                                  |

## Sources
- (en) Cet article est partiellement ou en totalité issu de l’article de Wikipédia en anglais intitulé « New Order discography » (voir la liste des auteurs).